# Дјурдјове
Дјурдјове (слч. Ďurďové) насељено је мјесто са административним статусом сеоске општине (слч. obec) у округу Повашка Бистрица, у Тренчинском крају, Словачка Република.

## Становништво
| Година:    | 1994. | 2004.   | 2014.    | 2024.   |
| ---------- | ----- | ------- | -------- | ------- |
| Број људи: | 182   | 192     | 151      | 165     |
| Разлика:   |       | +5,49 % | -21,35 % | +9,27 % |

| Година:    | 2023. | 2024.   |
| ---------- | ----- | ------- |
| Број људи: | 160   | 165     |
| Разлика:   |       | +3,12 % |

Према подацима о броју становника из 2024. године насеље је имало 165 становника.